# کوهی یاماموتو
کوهی یاماموتو (ژاپنی: 山本 孝平؛ زادهٔ ۱۵ آوریل ۱۹۸۶) یک بازیکن فوتبال اهل ژاپن است.
از باشگاه‌هایی که در آن بازی کرده‌است می‌توان به باشگاه فوتبال شونان بلمار و باشگاه فوتبال میتو هولیهوک اشاره کرد.